# Stade communal de Trani
Le Stade communal de Trani (en italien : Stadio comunale di Trani), est un stade de football italien situé dans la ville de Trani, dans les Pouilles.
Le stade, doté de 8 401 places et inauguré en 1929, sert d'enceinte à domicile à l'équipe de football du Fortis Trani, et à l'équipe de football féminin de l'ASD Apulia Trani.

## Histoire
Le stade ouvre ses portes en 1929.
Les gradins actuels (de 6 260 places assises) sont construits en 1964, à l'occasion du premier match de Serie B du Fortis Trani.
La tribune principale (de 1 541 places assises et divisée en deux parties de 688 et 853 places) est conçue par l'architecte génois Renzo Piano en 1990 mais seulement inaugurée en 2009 à l'occasion d'un match nul 1-1 entre les locaux du Fortis Trani et du Terlizzi Calcio.
Jusque dans les années 1990, le stade a accuelli de nombreux concerts.
Le 5 octobre 2013, les gradins sont repeints en bleu et blanc, les couleurs du club.
L'idée est émise un temps de rebaptisé le stade en l'honneur de Giacomo Cosmano, plus grand buteur de l'histoire du Fortis Trani (101 réalisations), mais l'idée est finalement abandonnée.

## Événements

### Matchs internationaux de football
| Date             | Compétition                | Équipes                        | Score | Affluence |
| ---------------- | -------------------------- | ------------------------------ | ----- | --------- |
| 17 novembre 2011 | Qualifs. euro féminin 2013 | Italie féminin — Grèce féminin | 2-0   | —         |

### Concerts
| Date | Artiste         |
| ---- | --------------- |
|      | Edoardo Bennato |
|      | Gianna Nannini  |
|      | Lucio Dalla     |
|      | Pino Daniele    |
|      | Pooh            |
|      | Renato Zero     |

## Galerie

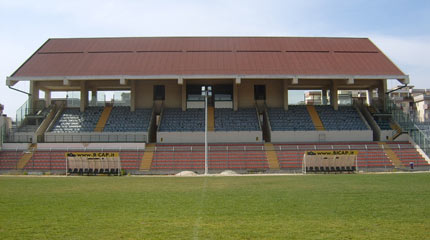
Vue de la tribune